# Viktor Amadeus III.
Viktor Amadeus III. (celým jménem Vittorio Amedeo Maria di Savoia, 26. června 1726, Turín – 16. října 1796, tamtéž) byl sardinský král a savojský vévoda od roku 1773 až do své smrti. V politice se prezentoval jako konzervativec a během své vlády uskutečnil několik administrativních reforem, od roku 1792 navíc vedl válku s Francouzskou republikou. Byl otcem všech tři posledních sardinských králů z dynastie savojských.

## Život

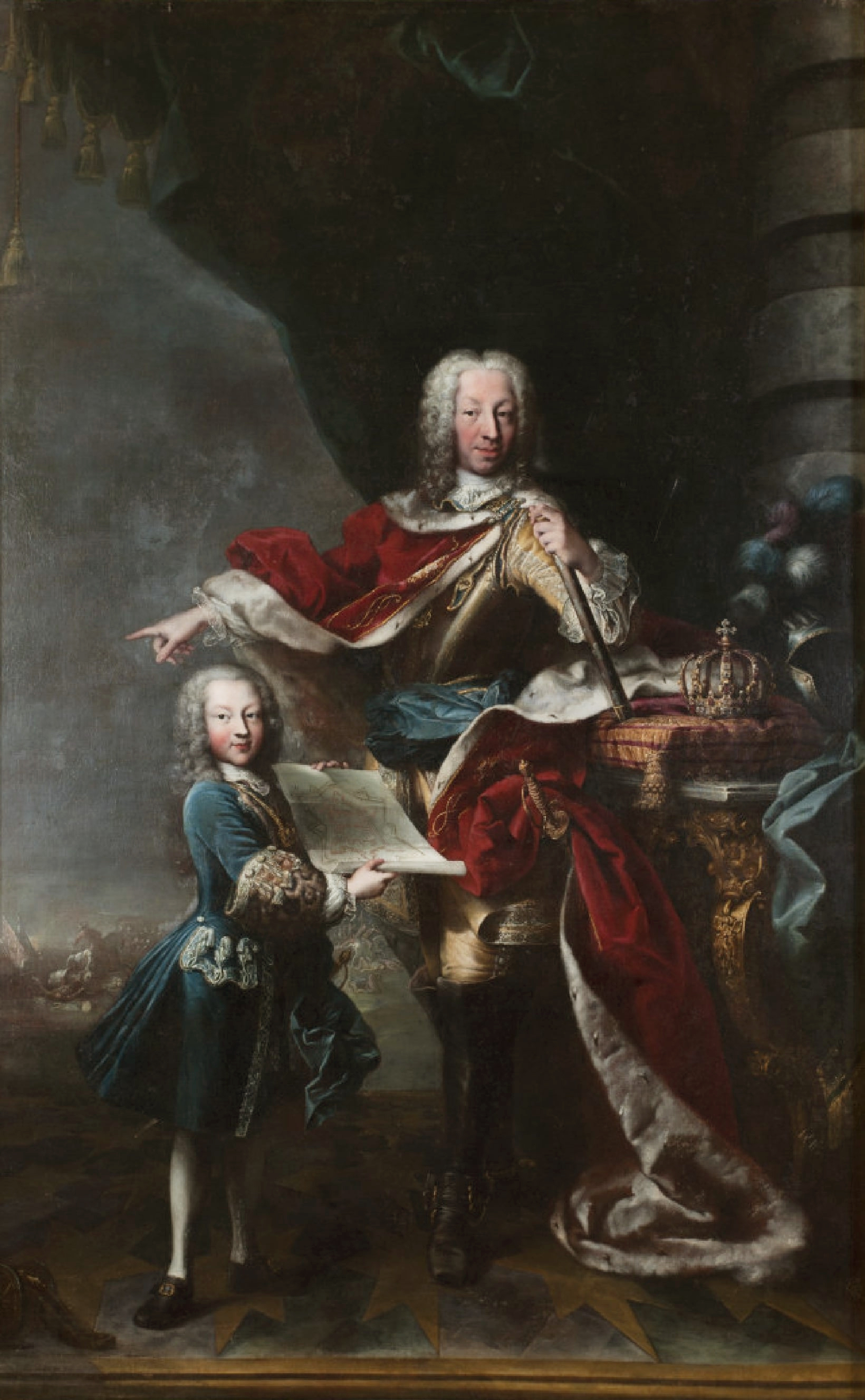
Král Karel Emanuel s mladým synem Viktorem

### Mládí
Viktor Amadeus se narodil 26. června 1726 v královském paláci v Turíně jako syn krále Karla Emanuela a jeho manželky Polyxeny, lankraběnky Hesensko-Rotenburské. Již od narození měl titul vévoda savojský, také se očekávalo, že jako prvorozený syn bude jasným nástupcem otce Karla Emanuela. Karel Emanuel již sice měl syna se svou první manželkou Annou Kristýnou Falcko-Sulzbašskou, který se rovněž jmenoval Viktor Amadeus, ten ale roku 1725 zemřel. Vychovatelem Viktora Amadea se stal Hyacinthe Sigismond Gerdil a vzdělávání budoucího krále mělo být zaměřeno především na vojenství.
Jako mladý princ se Viktor Amadeus obklopoval mistry a učenci, z nichž mnozí se v době jeho panování dostali do popředí. Již jako mladý byl velice zbožný a stranil se veřejného života. Byl popisován jako dobromyslný, až naivní.

### Sňatek
31. května 1750 v Oulx si Viktor Amadeus vzal španělskou infantku Marii Antonii (1729–1785), nejmladší dceru Filipa V. a jeho manželky Alžběty Parmské. Jejich manželství bylo harmonické, láskyplné a vzešlo z něj dvanáct dětí. Samotný sňatek zosnovoval Ferdinand VI. Španělský. Marie Antonie měla nabídky na sňatek i od francouzského dauphina Františka a dalších významných šlechticů, ale odmítala je. Navíc, jejich sňatek měl původně politický podtext: měl usmířit Turín a Madrid, jejichž vládci bojovali ve válkách o rakouské dědictví na opačných stranách.

### Nástup na trůn a vláda
Roku 1773 nastoupil Viktor Amadeus na sardinský trůn a hned se pustil do vydávání nových vyhlášek a zlepšování vojenské situace Sardinie. Pro chudé zavedl placené veřejné práce, začal přestavbu města Nice, nechal postavit vodní přehrady a rozšiřoval i silnice.
Roku 1786 pak nechal přemístit ostatky mnoha svých předků do baziliky Superga v Turíně, kde byl nakonec sám pohřben. 21. května 1793 založil nové vyznamenání pro vojáky.
Když vypukla ve Francii Velká revoluce, dal na přání své snachy Marie Klotildy a poskytl přístřeší pro francouzské princezny Marii Adélu a Viktorii Luisu a tehdejšího hraběte z Provence, později známého jako Ludvík XVIII. Po čtyřech letech bojů Francouzi pod vedením Napoleona Bonaparta porazili Viktorovu armádu v bitvě u Montenotte, bitvě u Millesima a nakonec i v bitvě u Mondovì. Na okupovaných územích pak Napoleon vyhlásil Republiku Albu. Nicméně, s Cherascoským příměřím se území vrátila zpět Viktoru Amadeovi. Podmínkami smlouvy bylo zastavení strategických měst Cuneo, Ceva, Alessandria a Tortona. Viktor Amadeus města skutečně Napoleonovi dal a byl nucen i k podepsání Pařížského míru (1796). Napoleon ale nepolevil a po zchudlém králi chtěl i Savojsko a Nice; i tentokrát se Viktor Amadeus podvolil. Musel také umožnit průchod francouzské armády dále do italského vnitrozemí.
Ještě toho roku, kdy byl Viktor Amadeus III. nucen zastavit svá města a země, konkrétně 16. října 1796, prodělal sedmdesátiletý král mrtvici a zemřel. Jeho království zůstalo ekonomicky nestabilní, chudé a rozvrácené. Byl pohřben v bazilice Superga v Turíně.

## Potomci

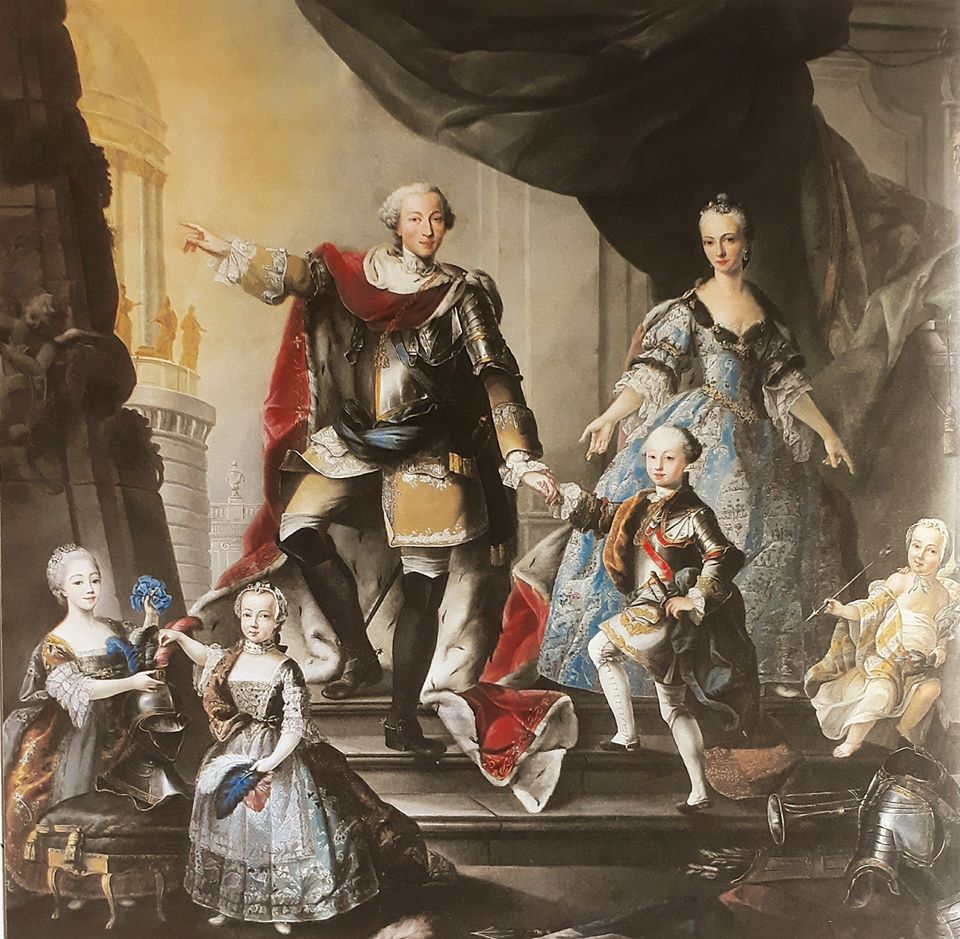
Obraz Viktora Amadea s rodinou

Ze sňatku se španělskou infantkou Marií Antonií vzešlo dvanáct dětí, z nichž devět (pět synů, čtyři dcery) se dožilo dospělosti.
- Karel Emanuel (24. května 1751 – 6. října 1819), vévoda savojský a sardinský král v letech 1796 až 1802, ⚭ 1775 Marie Klotilda Francouzská (23. září 1759 – 7. března 1802)
- Marie Alžběta Šarlota (16. července 1752 – 17. dubna 1755), zemřela v dětství
- Marie Josefína (2. září 1753 – 13. listopadu 1810) ⚭ 1771 Ludvík XVIII. (17. listopadu 1755 – 16. září 1824), 43. velmistr Vojenského a špitálního řádu sv. Lazara Jeruzalémského, francouzský král od 6. dubna 1814 do 20. března 1815 a poté 8. července 1815 až do své smrti
- Amadeus Alexandr (5. října 1754 – 29. dubna 1755), zemřel v dětství
- Marie Tereza (31. ledna 1756 – 2. června 1805), ⚭ 1773 Karel X. (9. října 1757 – 6. listopadu 1836), francouzský král v letech 1824–1830
- Marie Anna (17. prosince 1757 – 11. října 1824), ⚭ 1775 Benedetto ze Chablais (21. června 1741 – 4. ledna 1808), vévoda ze Chablais
- Viktor Emanuel (24. července 1759 – 10. ledna 1824), vévoda savojský, piemontský, aostský a král sardinský v letech 1802 až 1821, ⚭ 1789 Marie Tereza Rakouská-Este (1. listopadu 1773 – 29. března 1832)
- Marie Kristýna Ferdinanda (21. listopadu 1760 – 19. května 1768), zemřela v dětství
- Mořic (13. prosince 1762 – 1. září 1799), zemřel na malárii, svobodný a bezdětný
- Marie Karolína (17. ledna 1764 – 28. prosince 1782), ⚭ 1781 Antonín Saský (27. prosince 1755 – 6. června 1836), saský král od roku 1827 až do své smrti
- Karel Felix (6. dubna 1765 – 27. dubna 1831), vévoda savojský, piemontský, aostský a král sardinský v letech 1821 až 1831, ⚭ 1807 Marie Kristýna Neapolsko-Sicilská (17. ledna 1779 – 11. března 1849)
- Josef (5. října 1766 – 29. října 1802), zemřel na malárii, svobodný a bezdětný

## Vývod z předků
|                     |                                                 |  |                                |                                                  |  |  |  |  |  |  |  | Viktor Amadeus I. |
|                     |                                                 |  |                                |                                                  |  |  |  |  |  |  |  |                   |
|                     | Karel Emanuel II. Savojský                      |  |                                |                                                  |  |  |  |  |  |  |  |                   |
|                     |                                                 |  |                                |                                                  |  |  |  |  |  |  |  |                   |
|                     |                                                 |  |                                | Kristina Marie Bourbonská                        |  |  |  |  |  |  |  |                   |
|                     |                                                 |  |                                |                                                  |  |  |  |  |  |  |  |                   |
|                     | Viktor Amadeus II.                              |  |                                |                                                  |  |  |  |  |  |  |  |                   |
|                     |                                                 |  |                                |                                                  |  |  |  |  |  |  |  |                   |
|                     |                                                 |  |                                | Karel Amadeus Savojský                           |  |  |  |  |  |  |  |                   |
|                     |                                                 |  |                                |                                                  |  |  |  |  |  |  |  |                   |
|                     | Marie Johanna Savojská                          |  |                                |                                                  |  |  |  |  |  |  |  |                   |
|                     |                                                 |  |                                |                                                  |  |  |  |  |  |  |  |                   |
|                     |                                                 |  |                                | Alžběta Bourbonská                               |  |  |  |  |  |  |  |                   |
|                     |                                                 |  |                                |                                                  |  |  |  |  |  |  |  |                   |
|                     | Karel Emanuel III.                              |  |                                |                                                  |  |  |  |  |  |  |  |                   |
|                     |                                                 |  |                                |                                                  |  |  |  |  |  |  |  |                   |
|                     |                                                 |  |                                | Ludvík XIII.                                     |  |  |  |  |  |  |  |                   |
|                     |                                                 |  |                                |                                                  |  |  |  |  |  |  |  |                   |
|                     | Filip I. Orléanský                              |  |                                |                                                  |  |  |  |  |  |  |  |                   |
|                     |                                                 |  |                                |                                                  |  |  |  |  |  |  |  |                   |
|                     |                                                 |  |                                | Anna Rakouská                                    |  |  |  |  |  |  |  |                   |
|                     |                                                 |  |                                |                                                  |  |  |  |  |  |  |  |                   |
|                     | Anna Marie Orléanská                            |  |                                |                                                  |  |  |  |  |  |  |  |                   |
|                     |                                                 |  |                                |                                                  |  |  |  |  |  |  |  |                   |
|                     |                                                 |  |                                | Karel I. Stuart                                  |  |  |  |  |  |  |  |                   |
|                     |                                                 |  |                                |                                                  |  |  |  |  |  |  |  |                   |
|                     | Henrietta Anna Stuartovna                       |  |                                |                                                  |  |  |  |  |  |  |  |                   |
|                     |                                                 |  |                                |                                                  |  |  |  |  |  |  |  |                   |
|                     |                                                 |  |                                | Henrietta Marie Bourbonská                       |  |  |  |  |  |  |  |                   |
|                     |                                                 |  |                                |                                                  |  |  |  |  |  |  |  |                   |
| Viktor Amadeus III. |                                                 |  |                                |                                                  |  |  |  |  |  |  |  |                   |
|                     |                                                 |  |                                |                                                  |  |  |  |  |  |  |  |                   |
|                     |                                                 |  | Arnošt I. Hesensko-Rheinfelský |                                                  |  |  |  |  |  |  |  |                   |
|                     |                                                 |  |                                |                                                  |  |  |  |  |  |  |  |                   |
|                     | Vilém Hesensko-Rotenburský                      |  |                                |                                                  |  |  |  |  |  |  |  |                   |
|                     |                                                 |  |                                |                                                  |  |  |  |  |  |  |  |                   |
|                     |                                                 |  |                                | Marie Eleonora ze Solms-Hohensolmsu              |  |  |  |  |  |  |  |                   |
|                     |                                                 |  |                                |                                                  |  |  |  |  |  |  |  |                   |
|                     | Arnošt Leopold Hesensko-Rotenburský             |  |                                |                                                  |  |  |  |  |  |  |  |                   |
|                     |                                                 |  |                                |                                                  |  |  |  |  |  |  |  |                   |
|                     |                                                 |  |                                | Ferdinand Karel z Löwenstein-Wertheim-Rochefortu |  |  |  |  |  |  |  |                   |
|                     |                                                 |  |                                |                                                  |  |  |  |  |  |  |  |                   |
|                     | Marie Anna z Löwenstein-Wertheim-Rochefortu     |  |                                |                                                  |  |  |  |  |  |  |  |                   |
|                     |                                                 |  |                                |                                                  |  |  |  |  |  |  |  |                   |
|                     |                                                 |  |                                | Anna Marie z Fürstenbergu                        |  |  |  |  |  |  |  |                   |
|                     |                                                 |  |                                |                                                  |  |  |  |  |  |  |  |                   |
|                     | Polyxena Hesensko-Rotenburská                   |  |                                |                                                  |  |  |  |  |  |  |  |                   |
|                     |                                                 |  |                                |                                                  |  |  |  |  |  |  |  |                   |
|                     |                                                 |  |                                | Ferdinand Karel z Löwenstein-Wertheim-Rochefortu |  |  |  |  |  |  |  |                   |
|                     |                                                 |  |                                |                                                  |  |  |  |  |  |  |  |                   |
|                     | Maxmilián Karel Albrecht z Löwenstein-Wertheimu |  |                                |                                                  |  |  |  |  |  |  |  |                   |
|                     |                                                 |  |                                |                                                  |  |  |  |  |  |  |  |                   |
|                     |                                                 |  |                                | Anna Marie z Fürstenbergu                        |  |  |  |  |  |  |  |                   |
|                     |                                                 |  |                                |                                                  |  |  |  |  |  |  |  |                   |
|                     | Eleonora z Löwenstein-Wertheimu                 |  |                                |                                                  |  |  |  |  |  |  |  |                   |
|                     |                                                 |  |                                |                                                  |  |  |  |  |  |  |  |                   |
|                     |                                                 |  |                                | Matyáš Khuen z Belasi                            |  |  |  |  |  |  |  |                   |
|                     |                                                 |  |                                |                                                  |  |  |  |  |  |  |  |                   |
|                     | Marie Polyxena z Khuen-Belasi-Lichtenbergu      |  |                                |                                                  |  |  |  |  |  |  |  |                   |
|                     |                                                 |  |                                |                                                  |  |  |  |  |  |  |  |                   |
|                     |                                                 |  |                                | Anna Zuzana Apolonie z Meggau                    |  |  |  |  |  |  |  |                   |
|                     |                                                 |  |                                |                                                  |  |  |  |  |  |  |  |                   |